# عايض السهيمي
عايض السهيمي لاعب كرة قدم سعودي ، يلعب في خط الوسط.

## مسيرة اللاعب
كانت في نادي القاسية و بعد انتهاء عقده مع القاسية وقع مع نادي الاتفاق في عام 2013 و أعاره الاتفاق إلى نادي النهضة عام 2016 لمدة موسم وبعدها وقع بشكل رسمي إلى نادي النهضة و في عام 2019 وقع مع نادي الثقبة و في عام 2020 وقع مع نادي الترجي و عاد بعدها إلى نادي الثقبة.

## روابط خارجية
- عايض السهيمي على موقع Soccerway.com (الإنجليزية)